# Il reduce
Il reduce è l'undicesimo singolo del duo Cochi e Renato, pubblicato nel febbraio 1977.

## Descrizione
Il singolo contiene la traccia recitata Il reduce, suddivisa in due parti sui due lati del disco. Lo sketch, scritto da Enzo Jannacci, Cochi Ponzoni e Renato Pozzetto, era già stato pubblicato nell'album del 1973 Il poeta e il contadino.
Il disco è stato pubblicato nel 1977 dall'etichetta discografica Derby in una sola edizione, in formato 7", con numero di catalogo DBR 5089.

## Tracce
1. Il reduce - Parte 1 – 2:56 (Enzo Jannacci, Cochi Ponzoni, Renato Pozzetto)
2. Il reduce - Parte 2 – 2:43 (Enzo Jannacci, Cochi Ponzoni, Renato Pozzetto)

Durata totale: 5:39

## Crediti
- Cochi Ponzoni - voce, chitarra
- Renato Pozzetto - voce, chitarra
- Enzo Jannacci - arrangiamenti
- Achille Manzotti - produzione

## Edizioni
- 1977 - Il reduce (Derby, DBR 5089, 7")